# Bernard Maciejowski

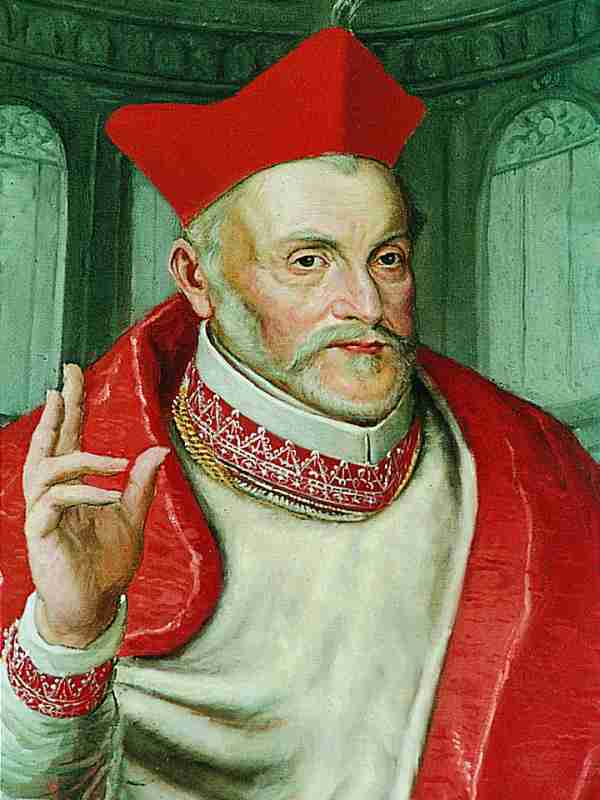
Kardinal-Primas Bernard Maciejowski (Gemälde etwa 1606)

Bernard Maciejowski (* 1548 in Małopolska, Polen; † 19. Januar 1608 in Krakau) war Kardinal, Erzbischof von Gniezno und Primas von Polen.

## Leben
Seine Eltern waren Bernard Maciejowski, Kastellan in Lublin, und dessen zweite Ehefrau Elżbieta z Kamienieckich. Sein Onkel Samuel Maciejowski war von 1546 bis 1550 Bischof von Krakau.
Bernard Maciejowski empfing 1586 die Priesterweihe und wurde am 8. Juni 1587 zum Bischof von Łuck bestellt. Die Bischofsweihe fand am 24. Januar 1588 durch den Erzbischof von Gniezno Stanisław Karnkowski statt. Am 23. Mai 1600 wurde Maciejowski zum Bischof von Krakau berufen. Im Konsistorium vom 9. Juni 1604 kreierte ihn Papst Clemens VIII. zum Kardinal und am 7. Januar 1605 wurde er als Kardinalpriester von San Giovanni a Porta Latina installiert.
Er nahm weder am ersten Konklave 1605, das Leo XI. zum Papst wählte, noch am zweiten Konklave desselben Jahres teil, aus dem Paul V. als Papst hervorging. Am 31. Juli 1606 wurde Bernard Maciejowski zum Erzbischof von Gnesen und Primas von Polen erhoben. Er war legatus a latere bei der Hochzeit Siegmunds III. mit Constanze von Österreich. Zudem war Maciejowski Kardinalprotektor der Jesuiten und unterstützte die Beschlüsse des Konzils von Trient.
Bernard Maciejowski starb im Bischofsamt und wurde in der Erzkathedrale von Gniezno beigesetzt.